# Veslanje na Poletnih olimpijskih igrah 1952
Veslanje na Poletnih olimpijskih igrah 1952 je obsegalo 7 disciplin, tekmovalo pa se je samo v moški konkurenci. Tekme so se odvijale od 20. julija 1952 do 23. julija 1952.

## Medalje
| Event                 | Zlato | Srebro | Bron |
| Enojec                | Juri Tjukalov Sovjetska zveza | Mervyn Wood Avstralija | Teodor Kocerka Poljska |
| Dvojni dvojec         | Argentina Tranquilo Cappozzo Eduardo Guerrero | Sovjetska zveza Georgij Žilin Ihor Jemčuk | Urugvaj Miguel Seijas Juan Rodríguez |
| Dvojec brez krmarja   | ZDA · Charlie Logg · Tom Price | Belgija · Michel Knuysen · Bob Baetens | Švica Kurt Schmid Hans Kalt |
| Dvojec s krmarjem     | Francija · Raymond Salles · Gaston Mercier · Bernard Malivoire                                                                                              | Nemčija · Heinz Manchen · Helmut Heinhold · Helmut Noll | Danska Svend Petersen Poul Svendsen Jørgen Frantzen |
| Četverec brez krmarja | Jugoslavija Duje Bonačić Velimir Valenta Mate Trojanović Petar Šegvić                                                                                       | Francija · Pierre Blondiaux · Jean-Jacques Guissart · Marc Bouissou · Roger Gautier                                                                         | Finska Veikko Lommi Kauko Wahlsten Oiva Lommi Lauri Nevalainen                                                                                              |
| Četverec s krmarjem   | Češkoslovaška Karel Mejta Jiří Havlis Jan Jindra Stanislav Lusk Miroslav Koranda                                                                            | Švica Rico Bianchi Karl Weidmann Heinrich Scheller Émile Ess Walter Leiser                                                                                  | ZDA · Carl Lovsted · Al Ulbrickson · Richard Wahlstrom · Matt Leanderson · Al Rossi                                                                         |
| Osmerec               | ZDA · Frank Shakespeare · William Fields · James Dunbar · Richard Murphy · Robert Detweiler · Henry Procter · Wayne Frye · Edward Stevens · Charles Manring | Sovjetska zveza Jevgeni Brago Vladimir Rodimuškin Aleksei Komarov Igor Borisov Slava Amiragov Leonid Gissen Jevgeni Samsonov Vladimir Kriukov Igor Poljakov | Avstralija · Bob Tinning · Ernest Chapman · Nimrod Greenwood · David Anderson · Geoff Williamson · Mervyn Finlay · Edward Pain · Phil Cayzer · Tom Chessell |

| Mesto | Država          | Zlato | Srebro | Bron | Skupaj |
| 1     | ZDA             | 2     | 0      | 1    | 3      |
| 2     | Sovjetska zveza | 1     | 2      | 0    | 3      |
| 3     | Francija        | 1     | 1      | 0    | 2      |
| 4     | Argentina       | 1     | 0      | 0    | 1      |
| 4     | Jugoslavija     | 1     | 0      | 0    | 1      |
| 4     | Češkoslovaška   | 1     | 0      | 0    | 1      |
| 7     | Švica           | 0     | 1      | 1    | 2      |
| 7     | Avstralija      | 0     | 1      | 1    | 2      |
| 9     | Belgija         | 0     | 1      | 0    | 1      |
| 9     | Nemčija         | 0     | 1      | 0    | 1      |
| 11    | Poljska         | 0     | 0      | 1    | 1      |
| 11    | Urugvaj         | 0     | 0      | 1    | 1      |
| 11    | Danska          | 0     | 0      | 1    | 1      |
| 11    | Finska          | 0     | 0      | 1    | 1      |